# Amblyothele latedissipata
Amblyothele latedissipata Russell-Smith, Jocqué & Alderweireldt, 2009 è un ragno appartenente alla famiglia Lycosidae.

## Etimologia
Il nome proprio della specie deriva dall'aggettivo latino latus, -a, -um, che significa distante e dal participio dissipatus, nel significato di sparso, disperso, in riferimento alla cospicua distanza delle tre località di rinvenimento degli esemplari.

## Caratteristiche
L'olotipo maschile rinvenuto ha lunghezza totale di 3,75mm; la lunghezza del cefalotorace è di 1,64mm; e la larghezza è di 1,24mm.

## Distribuzione
La specie è stata reperita in Tanzania settentrionale (presso il campo Ibaya, nella Mkomazi Game Reserve); nel Mozambico meridionale (in località Blue Anchor Inn, presso Marracuene); e nel Sudafrica orientale (in località Muzi Swamps, nel Tempe Elephant Park).

## Tassonomia
Al 2016 non sono note sottospecie e dal 2009 non sono stati esaminati nuovi esemplari.